# Fútbol en Europa

Mapa de las asociaciones nacionales afiliadas a la UEFA.

El fútbol es el deporte más popular en numerosos países de Europa, y uno de los más populares en prácticamente todo el continente.
Las reglas modernas del fútbol se dictaron en Londres en 1863 por parte de The Football Association. La Copa FA se creó en 1871 y el primer partido de selecciones nacionales se jugó en 1873 entre Inglaterra y Escocia. La UEFA es el ente rector del fútbol europeo desde 1954.

## Selecciones
Los europeos han ganado 12 de las 23 ediciones de la Copa Mundial de Fútbol. Italia y Alemania han logrado cuatro campeonatos, Francia lo ha logrado en dos ocasiones, en tanto que Inglaterra y España han ganado un título. Los Países Bajos han conseguido tres subcampeonatos, Checoslovaquia y Hungría han obtenido dos subcampeonatos, mientras que Croacia quedó subcampeón en una ocasión.Croacia en Catar 2022 a conseguido el 3.er lugar en la competición frente a Marruecos que quedó 4.º, tras un resultado de 2-1 a favor de Croacia. En el 2.º lugar quedó Francia tras empatar 3-3 con Argentina y yendo a los penales, Francia perdió 4-2 en penales con fallos de Tchouaméni y de Coman.
La UEFA organiza la Eurocopa de selecciones masculinas desde 1960 y la Eurocopa Femenina desde 1984. En el torneo masculino, la selección masculina de mayor palmarés en la Eurocopa es España, con cuatro campeonatos. Le siguen Alemania con tres campeonatos, y Francia, que fue campeona dos veces. Otros siete equipos han ganado una Eurocopa: Unión Soviética, Italia, Checoslovaquia, Países Bajos, Dinamarca, Grecia y Portugal.

## Clubes
La principal competición de clubes de Europa es la Liga de Campeones de la UEFA, disputada por primera vez en 1993 cuando se extingue la Copa de Europa vigente desde 1955 hasta 1992. Unificando las 2 competiciones dentro del torneo, el club español Real Madrid es el más laureado con quince títulos. Lo siguen Milan con siete, Liverpool y Bayern Múnich con seis, Barcelona con cinco, y Ajax con cuatro. Los clubes de España han conseguido 20 títulos; los ingleses, 14; los italianos, 12; los alemanes, 8; los neerlandeses, 6; los portugueses, 4; y en una ocasión han ganado los franceses, escoceses, yugoslavos y rumanos. En tanto, la Liga de Campeones Femenina de la UEFA se disputa desde 2001.
Las ligas nacionales más populares y poderosas del mundo son europeas, en particular la Premier League de Inglaterra, la Primera División de España, la Serie A de Italia, la Bundesliga de Alemania y la Ligue 1 de Francia.

## Por país
| País                 | Federación                                                | Selecciones          |
| -------------------- | --------------------------------------------------------- | -------------------- |
| Albania              | Federata Shqiptare e Futbollit (FSHF)                     | masculina · femenina |
| Alemania             | Deutscher Fußball-Bund (DFB)                              | masculina · femenina |
| Andorra              | Federació Andorrana de Fútbol (FAF)                       | masculina · femenina |
| Armenia              | Federación de Fútbol de Armenia                           | masculina · femenina |
| Austria              | Österreichischer Fußballbund (ÖFB)                        | masculina · femenina |
| Azerbaiyán           | Azərbaycan Fútbol Federasiyaları Assosiasiyası (AFFA)     | masculina · femenina |
| Bélgica              | Koninklijke Belgische Voetbalbond (KBVB) / (URBSFA)       | masculina · femenina |
| Bielorrusia          | Belarusskaja Federatsija Futbola (BFF)                    | masculina · femenina |
| Bosnia y Herzegovina | Nogometni/Fudbalski Savez Bosne i Hercegovine (NS/FS BIH) | masculina · femenina |
| Bulgaria             | Bulgarski Futbolen Sojus                                  | masculina · femenina |
| Chipre               | Cyprus Football Association (CFA)                         | masculina · femenina |
| Croacia              | Hrvatski nogometni savez (HNS)                            | masculina · femenina |
| Dinamarca            | Dansk Boldspil-Union                                      | masculina · femenina |
| Escocia              | Scottish Football Association (SFA)                       | masculina · femenina |
| Eslovaquia           | Slovenský futbalový zväz (SFZ)                            | masculina · femenina |
| Eslovenia            | Nogometna zveza Slovenije (NZS)                           | masculina · femenina |
| España               | Real Federación Española de Fútbol (RFEF)                 | masculina · femenina |
| Estonia              | Eesti Jalgpalli Liit                                      | masculina · femenina |
| Finlandia            | Suomen Palloliitto                                        | masculina · femenina |
| Francia              | Fédération Française de Footbal (FFF)                     | masculina · femenina |
| Gales                | Football Association of Wales (FAW)                       | masculina · femenina |
| Georgia              | Georgian Football Association (GFF)                       | masculina · femenina |
| Gibraltar            | Gibraltar Football Association (GFA)                      | masculina · femenina |
| Grecia               | Ellinikí Podosferikí Omospondia (EPO)                     | masculina · femenina |
| Hungría              | Magyar Labdarúgó Szövetség (MLSZ)                         | masculina · femenina |
| Inglaterra           | The Football Association (FA)                             | masculina · femenina |
| Irlanda              | Football Association of Ireland (FAI)                     | masculina · femenina |
| Irlanda del Norte    | Irish Football Association (IFA)                          | masculina · femenina |
| Islandia             | Knattspyrnusamband Íslands(KSI)                           | masculina · femenina |
| Islas Feroe          | Fótbóltssamband Føroya (FSF)                              | masculina · femenina |
| Israel               | HaHitakhdut leKaduregel beYisrael (IFA)                   | masculina · femenina |
| Italia               | Federazione Italiana Giuoco Calcio (FIGC)                 | masculina · femenina |
| Kazajistán           | Foetbol'nogo Sojoeza Kazachstana (FSK)                    | masculina · femenina |
| Kosovo               | Federata e Futbollit e Kosovës (FFK)                      | masculina · femenina |
| Letonia              | Latvijas Futbola Federācija (LFF)                         | masculina · femenina |
| Liechtenstein        | Liechtensteiner Fußballverband (LFV)                      | masculina · femenina |
| Lituania             | Lietuvos Futbolo Federacija (LFF)                         | masculina · femenina |
| Luxemburgo           | Luxemburger Fußballverband (FLF)                          | masculina · femenina |
| Macedonia            | Fudbalska Federacija na Makedonija (FFM)                  | masculina · femenina |
| Malta                | Malta Football Association (MFA)                          | masculina · femenina |
| Moldavia             | Federaţia Moldovenească de Fotbal (FMF)                   | masculina · femenina |
| Montenegro           | Fudbalski Savez Crne Gore (FSCG)                          | masculina · femenina |
| Noruega              | Norges Fotballforbund (NFF)                               | masculina · femenina |
| Países Bajos         | Koninklijke Nederlandse Voetbal Bond (KNVB)               | masculina · femenina |
| Polonia              | Polski Związek Piłki Nożnej (PZPN)                        | masculina · femenina |
| Portugal             | Federação Portuguesa de Futebol (FPF)                     | masculina · femenina |
| República Checa      | Fotbalová asociace České republiky (FAČR)                 | masculina · femenina |
| Rumania              | Federaţia Română de Fotbal (FRF)                          | masculina · femenina |
| Rusia                | Rossijski Futbolni Sojus (RFS)                            | masculina · femenina |
| San Marino           | Federazione Sammarinese Giuoco Calcio (FSGC)              | masculina · femenina |
| Serbia               | Fudbalski Savez Srbije (FSS)                              | masculina · femenina |
| Suecia               | Svenska Fotbollförbundet (SFF)                            | masculina · femenina |
| Suiza                | Schweizerischer Fussballverband (SFV) / (ASF)             | masculina · femenina |
| Turquía              | Türkiye Fútbol Federasyonu (TFF)                          | masculina · femenina |
| Ucrania              | Federazija Futbolu Ukrajiny (FFU)                         | masculina · femenina |